# Pseudemys rubriventris
Il cooter dal piastrone rosso settentrionale (Pseudemys rubriventris Le Conte, 1830) è una specie di tartaruga appartenente alla famiglia degli Emididi originaria dell'America settentrionale.

## Descrizione
Il carapace, lungo fino a 400 mm, è di colore nero con macchie rossastre o giallastre sugli scuti marginali e pleurali. La testa, di colorazione di base nerastra, presenta una linea gialla che si estende tra gli occhi e il muso, oltre a ulteriori striature gialle che si allungano verso il collo. Il piastrone è di colore rossastro. L'accoppiamento avviene dopo un'insistente danza acquatica da parte dei maschi, che agitano le lunghe unghie delle zampe anteriori davanti al muso della femmina. La nidificazione avviene più volte all'anno, con ogni covata composta da 10-17 uova. L'incubazione dura circa 100 giorni. L'alimentazione è onnivora, con predominanza di piante acquatiche nella dieta..

## Distribuzione e habitat
La specie è distribuita lungo le acque costiere degli Stati Uniti, dal New Jersey alla Carolina del Nord e fino al Massachusetts. È stata inoltre introdotta in Corea del Sud. Vive in grandi raccolte d'acqua, come canali, laghi, fiumi e grandi stagni, preferibilmente in ambienti con abbondanti punti di riscaldamento.

## Conservazione
Le principali minacce per questa specie sono la perdita di habitat e la mortalità dovuta ad attività umane. Dal 1984, il piano federale di recupero prevede il prelievo dei giovani in natura, la loro stabulazione controllata per diversi mesi, fino al raggiungimento di una dimensione adatta alla liberazione in un'area più sicura rispetto a quella d'origine.